# Luis Enrique Ortiz
Luis Enrique Ortiz Ortiz  (Caloto, Cauca, Colombia, 1 de noviembre de 1994) es un futbolista colombiano. Juega como defensa y su actual club es el Real Sociedad de la Liga Nacional de Honduras. 

## Trayectoria

### Cúcuta Deportivo
Debutó profesionalmente el 21 de abril de 2019 contra el Patriotas Boyacá, en duelo correspondiente a la fecha 17 del Torneo Apertura de la Categoría Primera A, ingresando como titular en la derrota 1-0 en el Estadio de La Independencia de Tunja. 

### Leones Negros de la UdeG
El 30 de enero de 2020 fue anunciado como refuerzo de los Leones Negros de la UdeG, equipo de la segunda división mexicana.

### Llaneros
El 8 de mayo de 2021 se anunció su llegada al Llaneros de la Categoría Primera B. Jugó tres encuentros durante esa temporada. 

### Real Sociedad
El 9 de enero de 2023 se incorporó al Real Sociedad, de la primera división hondureña.

## Estadísticas

### Clubes
Actualizado al último partido disputado el 4 de marzo de 2024. 
| Club                              | Div.          | Temporada     | Liga  | Liga  | Copas nacionales | Copas nacionales | Copas internacionales | Copas internacionales | Total | Total |
| Club                              | Div.          | Temporada     | Part. | Goles | Part.            | Goles            | Part.                 | Goles                 | Part. | Goles |
| --------------------------------- | ------------- | ------------- | ----- | ----- | ---------------- | ---------------- | --------------------- | --------------------- | ----- | ----- |
| Cúcuta Deportivo · Colombia       | 1.ª           | 2019          | 4     | 0     | 2                | 0                | ―                     | ―                     | 6     | 0     |
| Cúcuta Deportivo · Colombia       | Total club    | Total club    | 4     | 0     | 2                | 0                | 0                     | 0                     | 6     | 0     |
| Leones Negros de la UdeG · México | 2.ª           | 2020          | 0     | 0     | ―                | ―                | ―                     | ―                     | 0     | 0     |
| Leones Negros de la UdeG · México | Total club    | Total club    | 0     | 0     | 0                | 0                | 0                     | 0                     | 0     | 0     |
| Llaneros · Colombia               | 2.ª           | 2021          | 3     | 0     | ―                | ―                | ―                     | ―                     | 3     | 0     |
| Llaneros · Colombia               | Total club    | Total club    | 3     | 0     | 0                | 0                | 0                     | 0                     | 3     | 0     |
| Real Sociedad Honduras            | 1.ª           | 2022-23       | 16    | 0     | ―                | ―                | ―                     | ―                     | 16    | 0     |
| Real Sociedad Honduras            | 1.ª           | 2023-24       | 33    | 2     | ―                | ―                | ―                     | ―                     | 33    | 2     |
| Real Sociedad Honduras            | Total club    | Total club    | 49    | 1     | 0                | 0                | 0                     | 0                     | 49    | 1     |
| Total carrera                     | Total carrera | Total carrera | 56    | 1     | 2                | 0                | 0                     | 0                     | 58    | 1     |